# 1950年の広島カープ
1950年の広島カープは1950年の広島カープの動向についてまとめる。
この年の広島カープは、リーグ参入初年であり、石本秀一監督の1年目のシーズンである。シーズン終盤、球団記録タイ（2回目は1999年）の13連敗を喫した。

## 概要
前年に正力松太郎コミッショナーによるリーグ拡張構想が明るみに出ると、プロ野球参入を画策していた企業による加盟申請が相次ぎ、プロ野球再編問題へと発展した。その中で広島では原爆の被害からの復興の象徴として球団を設立しようとする機運が高まり、「広島野球倶楽部」が設立された。チーム名の案として、様々な案が挙がったが、最終的に原爆で喪失した広島城の愛称である鯉城からチーム名を「カープ」とし、広島カープが誕生した。設立時に思うように資金が集まらず経営基盤が脆弱であったことから、選手に十分な給料を支払えない状態で戦いシーズンを最下位で終えた。
1月3日付の中国新聞3面では球団結成を記念して前年の暮れから懸賞募集していた球団旗のデザインと球団歌の発表が行われ、初代球団歌「我れらのカープ」（作詞・河西新太郎、作曲者不詳）が制定されたが、3シーズン後の1953年（昭和28年）より2代目の「広島カープの歌」（現「勝て勝てカープ」）へ代替わりしている。

## チーム成績

### レギュラーシーズン
| 1 | 三 | 田中成豪   |
| 2 | 左 | 岩本章     |
| 3 | 遊 | 白石勝巳   |
| 4 | 一 | 辻井弘     |
| 5 | 二 | 坂井豊司   |
| 6 | 右 | 樋笠一夫   |
| 7 | 中 | 荻本伊三武 |
| 8 | 捕 | 山崎明男   |
| 9 | 投 | 内藤幸三   |

| 順位 | 3月終了時 | 3月終了時 | 4月終了時 | 4月終了時 | 5月終了時 | 5月終了時 | 6月終了時 | 6月終了時 | 7月終了時 | 7月終了時 | 8月終了時 | 8月終了時 | 9月終了時 | 9月終了時 | 10月終了時 | 10月終了時 | 最終成績 | 最終成績 |
| ---- | --------- | --------- | --------- | --------- | --------- | --------- | --------- | --------- | --------- | --------- | --------- | --------- | --------- | --------- | ---------- | ---------- | -------- | -------- |
| 1位  | 中日      | --        | 中日      | --        | 松竹      | --        | 松竹      | --        | 松竹      | --        | 松竹      | --        | 松竹      | --        | 松竹       | --         | 松竹     | --       |
| 2位  | 松竹      | 1.0       | 松竹      | 0.0       | 中日      | 1.0       | 中日      | 5.0       | 中日      | 5.0       | 中日      | 7.5       | 中日      | 9.0       | 中日       | 8.5        | 中日     | 9.0      |
| 3位  | 巨人      | 2.0       | 巨人      | 2.5       | 巨人      | 8.0       | 巨人      | 6.5       | 巨人      | 11.5      | 巨人      | 10.5      | 巨人      | 10.5      | 巨人       | 14.0       | 巨人     | 17.5     |
| 4位  | 大洋      | 3.0       | 大阪      | 10.0      | 大阪      | 10.0      | 大阪      | 8.5       | 大阪      | 14.5      | 大洋      | 20.0      | 大阪      | 22.5      | 大阪       | 25.5       | 大阪     | 30.0     |
| 5位  | 大阪      | 5.5       | 大洋      | 10.0      | 大洋      | 12.0      | 大洋      | 11.5      | 大洋      | 15.0      | 大阪      | 22.5      | 大洋      | 24.0      | 大洋       | 27.0       | 大洋     | 31.0     |
| 6位  | 西日本    | 7.0       | 西日本    | 11.5      | 西日本    | 18.0      | 西日本    | 19.0      | 西日本    | 22.0      | 西日本    | 28.5      | 西日本    | 34.5      | 西日本     | 43.5       | 西日本   | 48.5     |
| 7位  | 広島      | 7.5       | 広島      | 18.0      | 広島      | 20.0      | 広島      | 20.0      | 広島      | 25.5      | 広島      | 36.5      | 広島      | 43.0      | 広島       | 49.5       | 国鉄     | 57.5     |
| 8位  | 国鉄      | 10.0      | 国鉄      | 20.0      | 国鉄      | 27.0      | 国鉄      | 29.5      | 国鉄      | 34.5      | 国鉄      | 42.5      | 国鉄      | 48.5      | 国鉄       | 54.0       | 広島     | 59.0     |

| 順位 | 球団             | 勝 | 敗 | 分 | 勝率 | 差   |
| 1位  | 松竹ロビンス     | 98 | 35 | 4  | .737 | 優勝 |
| 2位  | 中日ドラゴンズ   | 89 | 44 | 4  | .669 | 9.0  |
| 3位  | 読売ジャイアンツ | 82 | 54 | 4  | .603 | 17.5 |
| 4位  | 大阪タイガース   | 70 | 67 | 3  | .511 | 30.0 |
| 5位  | 大洋ホエールズ   | 69 | 68 | 3  | .504 | 31.0 |
| 6位  | 西日本パイレーツ | 50 | 83 | 3  | .376 | 48.0 |
| 7位  | 国鉄スワローズ   | 42 | 94 | 2  | .309 | 57.5 |
| 8位  | 広島カープ       | 41 | 96 | 1  | .299 | 59.0 |

## 表彰選手
| リーグ・リーダー |
| ---------------- |
| 受賞者なし       |

| ベストナイン | ベストナイン | ベストナイン |
| 選手名       | ポジション   | 回数         |
| ------------ | ------------ | ------------ |
| 白石勝巳     | 遊撃手       | 初受賞       |